# 楠芽吹は勇者である
『楠芽吹は勇者である』（くすのきめぶきはゆうしゃである）は、日本のイラストノベル作品。

## 概要
『勇者であるシリーズ』の第4弾であり、テレビアニメ『結城友奈は勇者である』のスピンオフ作品である。 『電撃G's magazine』2017年8月号付録の小冊子「DENGEKI G’s NOVEL Vol.23」にて連載が開始された。著者は朱白あおい、絵はBUNBUN、企画原案・シリーズ構成はタカヒロが担当。
『結城友奈は勇者である 花結いのきらめき』における略称は「くめゆ」。
本作の舞台となる香川県大束町（だいそくちょう）は、同県綾歌郡宇多津町がモデルとなっている。

## あらすじ
神世紀300年、秋。結城友奈たち讃州中学勇者部が「あたり」として勇者に選ばれたあと、選ばれなかった四国各地の勇者候補生たちは大赦によりゴールドタワーに集められていた。その数、32人。そこで彼女たちに「防人」という新しいお役目が言い渡されるのだった。
防人に与えられたお役目は天の神が作り替えた壁の外の調査。初任務でなんとかそのお役目を果たしたものの重傷者を出すことになり、代わりの戦力が補充されることになる。2度目の任務にてしずくはバーテックスのなりかけに襲われ、裏人格「シズク」が目覚めるも、命令を一切聞かず自分勝手な行動を取る。彼女のおかげでなんとか犠牲者を出さずに済んだものの今後の任務に支障が出るため、芽吹は指示に従うように言うも、納得できなかったシズクは芽吹と決闘をするがその末に芽吹に敗北し、以降は命令に従うことを約束する。その後の任務でも完成体に近いもどきの出現もあったが犠牲者を出さずに任務を終える。
そして神官は防人の次なる任務に壁の外に種を植え近畿地方へのルートを開拓する任務を与える。しかし種が発芽するには巫女による祝詞による呼びかけが必要でそれは巫女を結界の外に連れ出すという危険な任務だった。さらにその任務が勇者への露払いであることを悟った芽吹は荒れてしまうも夕海子は「調査も陣地設営も大事な任務」と諭したことで収まる。そして亜耶の前向きな気持ちを聞いた芽吹は彼女を必ず守る決心を固めた。そして新たな任務でなんとか植物を発芽させ道を拓くことに成功。しかしスコーピオン・バーテックスに遭遇してしまい、死者こそ出なかったものの負傷者を多数出してしまう。その後壁の外の炎によって軽度のやけどを負った芽吹たちは入院することとなった。退院後、芽吹は周囲の防人たちから「防人たちにとっての『勇者』」として慕われていくようになり、芽吹自身もまた仲間たちとの絆を深め自分たちのやってきたことが無駄ではなかったことを知ったのであった。
そんな中、天の神は東郷美森が壁を破壊したこと、大赦が反抗計画を進めていたことに怒り壁の外の温度を上昇させていた。神官は神樹が作った壁は四国を守る防御結界であると同時に四国の外に出ないという「制約の象徴」でもあったことを語り、天の神が地上に顕現しようとしている可能性を告げる。さらにすでに神樹の寿命は尽きようとしていることが明かされた。天の神の怒りを鎮めるため西暦の終わりにも行われた天の神に赦しを請う「奉火祭」の生贄に亜耶たち6人の巫女が選ばれ芽吹たちはこれに反発。打開策を考えるも案を見いだせないまま壁の外で植えてきた種の回収任務を言い渡される。任務終了後、「奉火祭」の生贄に勇者と巫女双方の素質を持つ美森が壁を破壊した責任を取る形で自ら志願したことで亜耶たち6人が死を免れたことが伝えられ、芽吹に勇者の予備人員候補として話を持ち掛けられるが犠牲を前提とする大赦のやり方に納得がいかなかった芽吹は防人を続けることを選び「犠牲を前提としないやり方」を見つけることを決意する。こうして芽吹たちの物語は幕を下ろし、以降は『結城友奈は勇者である-勇者の章-』へと続いていく。

## 登場人物
担当声優はテレビアニメ『結城友奈は勇者である -大満開の章-』、ドラマCD版およびゲーム『結城友奈は勇者である 花結いのきらめき』で共通。年齢は設定画集より。

### 防人
楠 芽吹（くすのき めぶき）
声 - 田中美海
年齢（学年）：14歳（中学2年生） / 誕生日：神世紀286年5月9日 / 身長：159cm / 血液型：B型 / 出身地：香川県玉藻市 / 趣味：日曜大工、プラモデル / 好きな食べ物：うどん / 大切なもの：自分の誇り
本作の主人公。防人番号1番で、32人の「防人」のリーダー。気が強く真面目な少女。努力家で負けず嫌いな性格であり、どんなことでも平均以上にそつなくこなせる。一方で、他人との馴れ合いを「甘い」と切り捨てるなど、極端なまでに己を殺し、他人を遠ざけるストイックな一面を持つ。
勇者候補生の中でもトップクラスの成績を誇っていたが、最終的に三好夏凜に敗れて勇者の座を奪われた過去を持ち、今回の新たなお役目を通じて大赦の人々を見返したいと考えている。シズクには「『勇者になる』ことに固執しすぎている」と指摘されており、「他人の芝生を見てヨダレ垂らしてるガキ」「格好悪い奴」と酷評されている。
加賀城 雀（かがじょう すずめ）
声 - 種﨑敦美
年齢（学年）：14歳（中学2年生） / 誕生日：神世紀286年7月22日 / 身長：152cm / 血液型：A型 / 出身地：愛媛県 / 趣味：おしゃべり / 好きな食べ物：みかん / 大切なもの：自分の命
防人番号32番。芽吹の同級生で、芽吹のことは「メブ」と呼んでいる。自分に自信の持てないネガティブな性格で、何事も悲観的に考えてしまう。なぜ自分が勇者候補生に選ばれたのかも理解できていない。唯一好きなのがおしゃべりで、特に人の噂話が大好き。
防人の中で唯一、個人的な興味から讃州中学勇者部に接触した事があり、その際「どうすれば勇気を持てるか」という相談を「勇者部への依頼」として持ち込んだ。
戦闘では基本的に前方へは出たがらず、主に防衛を任される。
山伏 しずく（やまぶし しずく）
声 - 石上静香
年齢（学年）：13歳（中学2年生） / 誕生日：神世紀287年2月4日 / 身長：156cm / 血液型：A型 / 出身地：徳島県 / 趣味：なし / 好きな食べ物：ラーメン / 大切なもの：自分
防人番号9番。芽吹の同級生。両親が心中するなど、複雑な家庭環境で育った少女。あまり感情を表に出さず、他人とのコミュニケーションもうなづく程度で済ませてしまうため、何を考えているのかが読みづらい。
実は二重人格者であり、前述の性格は表の人格のもの。生命の危機に陥るともうひとつの人格「シズク」が目覚める。こちらは一人称が「俺」であり、非常に好戦的であったり、「自分より弱い奴には従えない」と吐き捨てたりと、表の人格とは正反対である。
かつては神樹館小学校に通っており、鷲尾須美・乃木園子・三ノ輪銀の隣のクラスに所属していた。シズクは当時の須美たちに対して「カッコよかった」「尊かった」と憧れにも近い感情を抱いており、「勇者になる」ことに固執する芽吹のことは快く思っていない。
弥勒 夕海子（みろく ゆみこ）
声 - 大空直美
年齢（学年）：15歳（中学3年生） / 誕生日：神世紀285年4月27日 / 身長：163cm / 血液型：O型 / 出身地：高知県 / 趣味：ティータイム / 好きな食べ物：かつお / 大切なもの：家の繁栄
防人番号20番。芽吹たちの先輩。プライドが高く目立ちたがり屋で、功績を上げようとする気概は人一倍強い。しかし、運動神経はそこそこあるものの頭が弱く、全体的な能力は凡庸であるため気持ちが空回りしがち。
彼女の実家である弥勒家は、神世紀72年に四国全土で発生した大規模テロ事件の際、赤嶺家と共にその鎮圧に大きく貢献しており（この事件は大赦の情報操作によって隠蔽され、カルトの集団自殺事件とされている）、それが『英雄の血筋』として夕海子の自尊心に繋がっている。なお、赤嶺家はこの事件における功績を評価され、瀬戸大橋跡地の石碑に家名が刻まれているが、弥勒家はその後何らかの事情で没落したらしく、家名が刻まれていない。

### 巫女
国土 亜耶（こくど あや）
声 - 大野柚布子
年齢（学年）：12歳（中学1年生） / 誕生日：神世紀287年11月20日 / 身長：147cm / 血液型：A型 / 出身地：香川県 / 趣味：お掃除 / 好きな食べ物：うどん / 大切なもの：友達
神樹からの神託を受け取る力を持つ巫女の一人。芽吹たち4人と行動を共にする。敬虔な神樹信仰の家に育ち、彼女も神樹をただまっすぐに信じている。とても純粋な性格で、芽吹たちのチームの清涼剤。アクの強いメンバーに囲まれながらも、彼女たちの動向を常に気にかけ、支えになろうとする。

### その他
女性神官
声 - 佐藤利奈
大赦で神官を務める女性。常に仮面を付けており、その表情は窺い知れない。芽吹たちに大赦からの指令を伝達する役目を担う。
その正体は、『鷲尾須美は勇者である』にて須美・園子・銀の担任教師兼御目付役だった安芸先生。『結城友奈は勇者である -勇者の章-』にも登場。
三好 夏凜（みよし かりん）
声 - 長妻樹里
本作では、芽吹の訓練生時代のライバルとして登場。友奈達と出会う前の様子が描かれている。また、雀が個人的な興味から讃州中学勇者部と接触した際にも登場した。
東郷 美森（とうごう みもり）
声 - 三森すずこ
雀が個人的な興味から讃州中学勇者部と接触した際に登場。終盤では『結城友奈は勇者である』で壁を破壊したことで天の神の怒りを買った責任を取り『奉火祭』の生贄に志願した。その後の動向は『勇者の章』で描かれている。
結城 友奈（ゆうき ゆうな）、犬吠埼 風（いぬぼうざき ふう）、犬吠埼 樹（いぬぼうざき いつき）
雀が個人的な興味から讃州中学勇者部と接触した際に登場。
防人番号18番の少女
声 - 伊勢未紗希
防人の1人。語尾に「にゃー」を付けて話すのが特徴。

## 既刊一覧

### 単行本
- 朱白あおい（著）、BUNBUN（イラスト） 『楠芽吹は勇者である』 KADOKAWA〈電撃G's magazine〉、全1巻

1. 2017年12月16日発売[4]、ISBN 978-4-04-893501-2

### ドラマCD
1. 2018年2月9日発売[5]、BRCG-90009
2. 2018年6月29日発売[6]、BRCG-90010

## テレビアニメ
2021年10月から12月まで放送された『結城友奈は勇者である -大満開の章-』の第2話から第4話と第9話から第10話にて、番外編の内容を交えつつアニメ化された。